# Raymond Roche
Cet article concerne le pilote de vitesse moto. Pour l'agent secret, voir Raymond Roche (SOE).
Raymond Roche, né le 21 février 1957 à Ollioules (Var), est un pilote de vitesse moto français.

## Biographie
Il dispute son premier Grand Prix, celui de France, en 1976 en catégorie 250 cm³.
1984 est probablement la meilleure année en Grand Prix du champion français qui termine troisième du championnat du monde 500 cm³ derrière les pilotes américains Eddie Lawson et Randy Mamola.
En 1989, Raymond Roche participe à sa dernière course en catégorie 500 cm³ lors du Grand Prix de France.
Durant sa carrière, Raymond Roche prend part à 83 Grands Prix. Il monte à dix reprises sur le podium des courses auxquelles il participe et marque 265 points en championnats du monde. Il réalise également deux pole positions au cours de cette période.
En 1981, il s’adjuge le titre de champion du monde d’endurance moto.
Après s’être retiré des Grand Prix, il participe au championnat du monde de Superbike en tant que membre de l'écurie Ducati usine, et gagne ce championnat. Il devient le premier pilote français titré dans cette discipline.
À la suite de cette victoire, il décide d’arrêter la compétition. Récemment, Raymond Roche crée sa propre marque de casques : AirBorn - Master Helmet